# Epitrimerus longitarsus
Epitrimerus longitarsus är en spindeldjursart som först beskrevs av Alfred Nalepa 1897.  Epitrimerus longitarsus ingår i släktet Epitrimerus, och familjen Eriophyidae. Arten är reproducerande i Sverige.